# Роскосмос
Државна корпорација за космичке активности „Роскосмос“ (рус. Государственная корпорация по космической деятельности «Роскосмос»), познатија само као Роскосмос (рус. Роскосмос), раније Руска ваздухопловна и свемирска агенција (рус. Российское авиационно-космическое агентство), а до краја 2015. Федерална космичка агенција — ФКА (рус. Федеральное космическое агентство — ФКА), је владина корпорација одговорна за руски свемирски научни програм и за истраживања у ваздухопловству.

## Руководиоци
Руска космичка агенција (РКА) образована указом Председника РФ од 25. фебруара 1992. године.
- Јуриј Николаевич Коптев (1992-1999)

Руска авијатичарска и свемирска агенција (Росавиакосмос) образована указом Председника РФ од 25. маја 1999. путем преображења Руске космичке агенције.
- Јуриј Николаевич Коптев (1999-2004)

Федерална космичка агенција (ФКА) образована указом Председника РФ од 9. марта 2004. путем преображења Руске авијатичарске и свемирске агенције.
- Анатолиј Николаевич Перминов (2004-2011)
- Владимир Александрович Поповкин (2011-2013)
- Олег Николаевич Остапенко (2013-2015)

Државна корпорација Роскосмос основана је указом Председника РФ од 28. децембра 2015. године.
- Игор Комаров (јануар 2015-2018)[2]